# Constant Enforcer 79
Constant Enforcer (en. „Standhafter Vollstrecker“) war eine US-amerikanische, kanadische, belgische und deutsche NATO-FTX-Heeresübung in Hessen im Herbst 1979.

## Truppengliederung
Die Übungstruppe BLAU setzte sich wie folgt zusammen:
- Stab des III. DE-Korps, Koblenz mit ASOC (Air Support Operations Centre)
- Stab der 5. Panzerdivision, Diez an der Lahn
  - Panzerbrigade 15 „Westerwald“, Koblenz

- Headquarters des V. US-Korps, Frankfurt am Main
- 3rd US-Armored Division
- Headquarters 3. AD
  - 1st Brigade, Kirch-Göns
  - 3rd Brigade, Friedberg
- 11th US-Armored Cavalry Regiment „Black Horse“, Fulda
- 42nd US-Field Artillery Regiment

- 2. BE-Ulanen Lancier Regiment/2e Régiment de Lanciers, Leopoldsburg (PzRgt) (KPz Leopard 1)
- 1. BE-Carabiniers „Prins Boudewijn“/Lichte Bataljon 1ste Carabiniers Prins Boudewijn – Grenadiers, Leopoldsburg (Mech. Infanterie) (SPz M75)

ORANGE gliederte sich wie folgt:
- HQ, 8. US-Infantry Division, Bad Kreuznach
  - 1st Brigade, Mainz
  - 4st Brigade (Heeresfliegerbrigade), Flugplatz Mainz-Finthen mit einem Cavalry-Verband in Mannheim
- 602nd US-HQ ASOC/602nd Air Support Operations Group[3]
- 3rd Squadron / 8th US-Armored Cavalry Regiment (3rd Task Force)
- 41st US-Field Artillery Regiment

- 4 Canadian Mechanized Brigade Group, Lahr (CMBG)[4]

Luftunterstützung für beide Seiten erfolgte durch die 4. Alliierte Taktische Luftflotte aus Ramstein.
Das VII. US-Korps stellte den Schiedsrichterdienst.

## Umfang
Constant Enforcer 79 als Gefechtsübung der NATO-Armeegruppe Mitte (CENTAG) fand vom 10. bis 21. September 1979 im Raum Bad Hersfeld, Kassel, Siegen, Gießen und Wetzlar statt. Daran waren 30.400 Soldaten mit  10.700 Rad- und 2.570 Kettenfahrzeuge beteiligt.

## Ablauf
Die Manöverzentrale befand sich in der Harthberg-Kaserne in Schwalmstadt-Treysa. Als Ballungsraum diente die Umgebung von Schwalmstadt, Schrecksbach, Gemünden, Kirchhain, Fritzlar, Treysa, Neustadt, Marburg, Allendorf/Lahn, Neukirchen, Obergrenzebach, Großropperhausen, Lenderscheid, Siebertshausen, Willingshausen, Bad Wildungen und Alsfeld. Unterstützt wurde Constant Enforcer 79 durch die NATO-Luftwaffenübung „Cold Fire 79“ mit 100 Kampfeinsätzen pro Tag, die von 700 Flugzeugen und 300 Hubschraubern durchgeführt wurden. Als Entladebahnhof für die M60-Panzer diente Homberg.
Der Aufmarschraum befand sich um Siegen – Marburg – Gießen und der eigentliche Übungsraum um Fritzlar – Schwalmstadt und Alsfeld. Die angenommene Staatsgrenze für die Übung folgte dem Verlauf der E-63 im Norden und E-4 im Süden zwischen Kassel und Bad Hersfeld.
Der kanadische 4. CMBG-Verband bezog in Ottrau zwischen Alsfeld und Bad Hersfeld seinen Verfügungsraum und war damit am linken Gefechtsabschnitt von ORANGE eingesetzt.
Anschließend griff die 4. CMBG in Richtung Neukirchen – Schwalmstadt an. Die Angriffsspitze führte südlich an Neukirchen am Knüllgebirge vorbei und zielte auf die Stellungen der 3. Brig/3. AD. Nach Erreichen des Zwischenziels stießen die Kanadier am 13. September weiter in westliche Richtung in den Raum südlich von Marburg.
Nach Übungsunterbrechung wurde die 4. CMBG umgegliedert und BLAU unterstellt. Am 17. September 1979 begann der Gegenangriff BLAU, um Gebietsverluste an ORANGE zu bereinigen. Am 19. September waren die Feindkräfte ORANGE wieder auf ihre Ausgangsstellungen zurückgeworfen.

## Medien
- Die großen Übungen der Bundeswehr 2. DVD. Breucom-Medien, 2011, ISBN 978-3-940433-33-6.
- Walter Böhm: Constant Enforcer 79 US-Armee und NATO-Verbündete kämpfen um das ‘Fulda Gap‘. Broschüre. 2015. Tankograd 3024. Verlag Jochen Vollert Tankograd Publishing.